# Kalven (Örby socken, Västergötland)
Kalven är en sjö i Marks kommun i Västergötland och ingår i Viskans huvudavrinningsområde. Sjön har en area på 0,594 kvadratkilometer och ligger 58 meter över havet. Sjön avvattnas av vattendraget Slottsån (Torestorpsån).

## Delavrinningsområde
Kalven ingår i det delavrinningsområde (637543-131183) som SMHI kallar för Utloppet av Kalven. Medelhöjden är 76 meter över havet och ytan är 3,49 kvadratkilometer. Räknas de 14 avrinningsområdena uppströms in blir den ackumulerade arean 414,54 kvadratkilometer. Slottsån (Torestorpsån) som avvattnar avrinningsområdet har biflödesordning 2, vilket innebär att vattnet flödar genom totalt 2 vattendrag innan det når havet efter 48 kilometer. Avrinningsområdet består mestadels av skog (60 procent) och öppen mark (13 procent). Avrinningsområdet har 0,6 kvadratkilometer vattenytor vilket ger det en sjöprocent på 17 procent. Bebyggelsen i området täcker en yta av 0,03 kvadratkilometer eller 1 procent av avrinningsområdet.